# EWAkuacja
EWAkuacja (dt. Evakuierung) ist das dritte polnischsprachige Studioalbum der polnisch-tschechischen Pop-Rock-Sängerin Ewa Farna. Veröffentlicht wurde das Album am 5. November 2010 vom Label Magic Records.

## Wissenswertes
Das Album enthält hauptsächlich die Titel des vorhergehenden tschechischsprachigen Albums Virtuální in polnischer Sprache. Neben diesen Titeln enthält das Album drei vorher unveröffentlichte Lieder in polnischer Sprache, diese sind Nie jesteś wyspą, Wyrwij się und Nie przegap.

## Rezeption
Das Album erreichte in den polnischen Albumcharts Platz 7. Innerhalb von zwei Wochen verkaufte sich das Album über 15.000 mal in Polen und wurde mit Gold zertifiziert.
Die erste Singleauskopplung EWAkuacja erreichte in den polnischen Airplay Charts Platz 1. In den polnischen Polish Video Charts erreichte das Lied ebenfalls Platz 1.
Im Februar 2011 gewann das Album den VIVA Comet 2011 in der Kategorie Płyta roku. Am 25. Mai 2011 wurde das Album mit der Platin-Schallplatte zertifiziert.

## Titelliste
| #   | Titel                                 | Autoren                                                        | Länge |
| --- | ------------------------------------- | -------------------------------------------------------------- | ----- |
| 1.  | EWAkuacja                             | Joshua Berman, Ewa Farna, Billy Steinberg, Mirosława Szawińska | 3:15  |
| 2.  | Maska                                 | Marek Dutkiewicz, Farna, Sarah Paxton                          | 3:21  |
| 3.  | Bez Łez                               | Dutkiewicz, Petra Glosr-Cvrkalová, Delisha Thomas              | 4:07  |
| 4.  | Król to Ty                            | Dutkiewicz, Jeff Franzel, Glosr-Cvrkalová                      | 4:17  |
| 5.  | Kto więcej da?                        | Dutkiewicz, Jakob Hazell, Farna                                | 3:03  |
| 6.  | Nie jesteś wyspą                      | Dutkiewicz, Marcin Kindla                                      | 3:29  |
| 7.  | Polowanie na motyle                   | Dutkiewicz, Lešek Wromka                                       | 3:01  |
| 8.  | Uwierzyć                              | Tomás Choura, Justyna Holm, Wromka                             | 4:20  |
| 9.  | Zwiodę Cię                            | Szawińska, Vojtech Valda, Wromka                               | 3:34  |
| 10. | Wyrwij się                            | Farna, Marcus Tan                                              | 3:14  |
| 11. | Nie przegap                           | Łukasz Kleszowski, Tan                                         | 3:24  |
| 12. | Deszcz                                | Farna, Jan Steinsdörfer                                        | 3:54  |
| 13. | Beautiful Day                         | Radek Chwieralski, Wojciech Szadkowski                         | 3:22  |
| 14. | Nie zmieniajmy nic (mit Jakub Molęda) | Adam Anders, Peer Astrom, Nikki Hassman                        | 3:21  |

## Charts und Chartplatzierungen
| ChartsChartplatzierungen | Höchstplatzierung | Wochen |
| ------------------------ | ----------------- | ------ |
| Polen (ZPAV)             | 7 (52 Wo.)        | 52     |
| Tschechien (IFPI)        | 5 (15 Wo.)        | 15     |

| ChartsJahrescharts (2011) | Platzierung |
| ------------------------- | ----------- |
| Polen (ZPAV)              | 80          |

## Auszeichnungen für Musikverkäufe
| Land/Region  | Auszeichnungen für Musikverkäufe (Land/Region, Auszeichnung, Verkäufe) | Verkäufe |
| ------------ | ---------------------------------------------------------------------- | -------- |
| Polen (ZPAV) | Platin                                                                 | 30.000   |
| Insgesamt    | 1× Platin ·                                                            | 30.000   |

## Künstlerauszeichnungen
| Tabellarische Übersicht der Auszeichnungen und Nominierungen | Tabellarische Übersicht der Auszeichnungen und Nominierungen | Tabellarische Übersicht der Auszeichnungen und Nominierungen | Tabellarische Übersicht der Auszeichnungen und Nominierungen | Tabellarische Übersicht der Auszeichnungen und Nominierungen |
| Jahr                                                         | Auszeichnung                                                 | Für                                                          | Kategorie                                                    | Resultat                                                     |
| ------------------------------------------------------------ | ------------------------------------------------------------ | ------------------------------------------------------------ | ------------------------------------------------------------ | ------------------------------------------------------------ |
| 2011                                                         | VIVA Comet 2011                                              | EWAkuacja                                                    | Płyta roku                                                   | Gewonnen                                                     |